# Svenska mästerskapen i kortbanesimning 1994
Svenska mästerskapen i kortbanesimning 1994 avgjordes i Sundsvall mellan den 3 och 6 mars 1994. Det var den 42:a upplagan av kortbane-SM.
Nya grenar var 4×50 medley för både herrar och damer samt 4×200 frisim för både herrar och damer som gjorde comeback efter att senast tävlats i 1989.
Två nya individuella svenska rekord noterades under mästerskapet. Första rekordet slogs av Tobias Marklund tävlande för Piteå Sim som simmade 200 meter ryggsim på tiden 1.59.23, vilket var en förbättring med sex hundradelar av Pär Gustafssons rekord från SM i Norrköping 1992. Andra rekordet slogs av Patric Robertsson som tävlade för Södertälje SS och som simmade 50 meter bröstsim på 28,31 sekunder, vilket var en förbättring med 14 hundradelar av hans eget rekord från SM i Linköping 1993.

## Medaljsummering

### Herrar
| Gren             | Guld                                                                      | Guld                                                                      | Silver                                                                    | Silver                                                                    | Brons                                                                 | Brons                                                                 |
| Frisim           |                                                                           |                                                                           |                                                                           |                                                                           |                                                                       |                                                                       |
| 50 m frisim      | Joakim Holmqvist Jönköpings SS                                            | 22,51                                                                     | Dan Lindström Växjö SS                                                    | 22,84                                                                     | Lars-Ove Jansson Upsala S                                             | 22,86                                                                 |
| 100 m frisim     | Anders Holmertz Spårvägens SF                                             | 49,41                                                                     | Tommy Werner Karlskrona SS                                                | 49,78                                                                     | Joakim Holmquist Jönköpings SS                                        | 49,93                                                                 |
| 200 m frisim     | Anders Holmertz Spårvägens SF                                             | 1.46,25                                                                   | Tommy Werner Karlskrona SS                                                | 1.47,92                                                                   | Christer Wallin Mölndals ASS                                          | 1.48,17                                                               |
| 400 m frisim     | Anders Holmertz Spårvägens SF                                             | 3.46,50                                                                   | Jonas Lundström Södertälje SS                                             | 3.52,06                                                                   | Mikael E Rosén Sundsvalls SS                                          | 3.55,62                                                               |
| 1 500 m frisim   | Jonas Lundström Södertälje SS                                             | 15.24,39                                                                  | Marcus Ahlström Stockholmspolisens IF                                     | 15.37,25                                                                  | Christoffer Eliasson Malmö KK                                         | 15.42,13                                                              |
| Fjärilsim        |                                                                           |                                                                           |                                                                           |                                                                           |                                                                       |                                                                       |
| 50 m fjärilsim   | Jonas Åkesson Södertälje SS                                               | 24,56                                                                     | Martin Nyberg Norrköpings KK                                              | 24,75                                                                     | Daniel Carlsson Väsby SS                                              | 24,89                                                                 |
| 100 m fjärilsim  | Jan Karlsson Borlänge SS                                                  | 54,59                                                                     | Daniel Carlsson Väsby SS                                                  | 54,64                                                                     | Ola Söderholm Norrköpings KK                                          | 54,94                                                                 |
| 200 m fjärilsim  | Stefan Gullberg Stockholmspolisens IF                                     | 2.00,54                                                                   | Jonas Lögdberg Täby Sim                                                   | 2.01,73                                                                   | Niklas Åhlin Sundsvalls SS                                            | 2.02,61                                                               |
| Ryggsim          |                                                                           |                                                                           |                                                                           |                                                                           |                                                                       |                                                                       |
| 50 m ryggsim     | Zsolt Hegmegi Jönköpings SS                                               | 26,31                                                                     | Jan Karlsson Borlänge SS                                                  | 26,33                                                                     | Anders Johansson Malmö KK                                             | 26,34                                                                 |
| 100 m ryggsim    | Daniel Lönnberg Karlskrona SS                                             | 56,42                                                                     | Zsolt Hegmegi Jönköpings SS                                               | 56,58                                                                     | Daniel Carlsson Väsby SS                                              | 56,73                                                                 |
| 200 m ryggsim    | Tobias Marklund Piteå Sim                                                 | 1.59,23 0NR0                                                              | Martin Svensson Jönköpings SS                                             | 2.01,14                                                                   | Fredrik Lundin Malmö KK                                               | 2.01,37                                                               |
| Bröstsim         |                                                                           |                                                                           |                                                                           |                                                                           |                                                                       |                                                                       |
| 50 m bröstsim    | Patric Robertsson Södertälje SS                                           | 28,31 0NR0                                                                | Jens Johansson Sundsvalls SS                                              | 28,83                                                                     | Stefan Scherling Spårvägens SF                                        | 29,04                                                                 |
| 100 m bröstsim   | Peter Karlsson Västerås SS                                                | 1.02,37                                                                   | Fredrik Rosenholm Spårvägens SF                                           | 1.02,89                                                                   | Stefan Scherling Spårvägens SF                                        | 1.03,27                                                               |
| 200 m bröstsim   | Fredrik Rosenholm Spårvägens SF                                           | 2.14,04                                                                   | Sverker Persson Ronneby SS                                                | 2.16,37                                                                   | Peter Karlsson Västerås SS                                            | 2.16,47                                                               |
| Medley           |                                                                           |                                                                           |                                                                           |                                                                           |                                                                       |                                                                       |
| 100 m medley     | Peter Haraldsson Södertälje SS                                            | 56,78                                                                     | Daniel Karlsson Täby Sim                                                  | 56,89                                                                     | Hans-Olov Nilsson Malmö KK                                            | 57,47                                                                 |
| 200 m medley     | Daniel Karlsson Täby Sim                                                  | 2.01,73                                                                   | Peter Haraldsson Södertälje SS                                            | 2.03,42                                                                   | Ola Frejd SK Neptun                                                   | 2.03,75                                                               |
| 400 m medley     | Daniel Karlsson Täby Sim                                                  | 4.18,99                                                                   | Fredrik Lundin Malmö KK                                                   | 4.21,13                                                                   | Peter Haraldsson Södertälje SS                                        | 4.27,24                                                               |
| Lagkapp – frisim |                                                                           |                                                                           |                                                                           |                                                                           |                                                                       |                                                                       |
| 4×50 m frisim    | Upsala S 1.30,41                                                          | Upsala S 1.30,41                                                          | Jönköpings SS 1.31,83                                                     | Jönköpings SS 1.31,83                                                     | Södertälje SS 1.32,03                                                 | Södertälje SS 1.32,03                                                 |
| 4×50 m frisim    | Kenneth Nyman (23,45) Lars-Ove Jansson Per Lindström David Kollstedt      | Kenneth Nyman (23,45) Lars-Ove Jansson Per Lindström David Kollstedt      | Zsolt Hegmegi (23,39) Andreas Dencker Thomas Holmquist Joakim Holmquist   | Zsolt Hegmegi (23,39) Andreas Dencker Thomas Holmquist Joakim Holmquist   | Patric Robertsson (22,91) Anders Bladh Marcus Lundstedt Jonas Åkesson | Patric Robertsson (22,91) Anders Bladh Marcus Lundstedt Jonas Åkesson |
| 4×100 m frisim   | Spårvägens SF 3.20,71                                                     | Spårvägens SF 3.20,71                                                     | Upsala S 3.21,99                                                          | Upsala S 3.21,99                                                          | Borlänge SS 3.22,29                                                   | Borlänge SS 3.22,29                                                   |
| 4×100 m frisim   | Fredrik Letzler (49,67) Arvid Bruhn Anders Holmertz Robert Löfström       | Fredrik Letzler (49,67) Arvid Bruhn Anders Holmertz Robert Löfström       | Kenneth Nyman (51,74) Per Lindström Ulf Eriksson Lars-Ove Jansson         | Kenneth Nyman (51,74) Per Lindström Ulf Eriksson Lars-Ove Jansson         | Pär Helgesson (51,29) Lars Frölander Jan Karlsson Per Johansson       | Pär Helgesson (51,29) Lars Frölander Jan Karlsson Per Johansson       |
| 4×200 m frisim   | Spårvägens SF 7.21,78                                                     | Spårvägens SF 7.21,78                                                     | Borlänge SS 7.27,84                                                       | Borlänge SS 7.27,84                                                       | Jönköpings SS 7.28,70                                                 | Jönköpings SS 7.28,70                                                 |
| 4×200 m frisim   | Robert Löfström Fredrik Letzler Anders Holmertz Arvid Bruhn               | Robert Löfström Fredrik Letzler Anders Holmertz Arvid Bruhn               | Pär Helgesson Tomas Häggström Jan Karlsson Lars Frölander                 | Pär Helgesson Tomas Häggström Jan Karlsson Lars Frölander                 | Joakim Holmquist Martin Svensson Petter Lindh Zsolt Hegmegi           | Joakim Holmquist Martin Svensson Petter Lindh Zsolt Hegmegi           |
| Lagkapp – medley |                                                                           |                                                                           |                                                                           |                                                                           |                                                                       |                                                                       |
| 4×50 m medley    | Södertälje SS 1.41,66 0NR0                                                | Södertälje SS 1.41,66 0NR0                                                | Spårvägens SF 1.42,58                                                     | Spårvägens SF 1.42,58                                                     | Norrköpings KK 1.43,76                                                | Norrköpings KK 1.43,76                                                |
| 4×50 m medley    | Marcus Lundstedt (26,97) Peter Haraldsson Jonas Åkesson Patric Robertsson | Marcus Lundstedt (26,97) Peter Haraldsson Jonas Åkesson Patric Robertsson | Henrik Forsberg (27,15) Stefan Scherling Fredrik Letzler Anders Holmertz  | Henrik Forsberg (27,15) Stefan Scherling Fredrik Letzler Anders Holmertz  | Ola Söderholm (26,28) Magnus Classén Martin Nyberg Patrik Windisch    | Ola Söderholm (26,28) Magnus Classén Martin Nyberg Patrik Windisch    |
| 4×100 m medley   | Spårvägens SF 3.44,78                                                     | Spårvägens SF 3.44,78                                                     | Södertälje SS 3.45,23                                                     | Södertälje SS 3.45,23                                                     | Norrköpings KK 3.45,93                                                | Norrköpings KK 3.45,93                                                |
| 4×100 m medley   | Henrik Forsberg (57,97) Arvid Bruhn Fredrik Letzler Anders Holmertz       | Henrik Forsberg (57,97) Arvid Bruhn Fredrik Letzler Anders Holmertz       | Marcus Lundstedt (58,41) Peter Haraldsson Jonas Åkesson Patric Robertsson | Marcus Lundstedt (58,41) Peter Haraldsson Jonas Åkesson Patric Robertsson | Patrik Rydberg (59,27) Magnus Classén Ola Söderholm Martin Nyberg     | Patrik Rydberg (59,27) Magnus Classén Ola Söderholm Martin Nyberg     |

### Damer
| Gren             | Guld                                                                          | Guld                                                                          | Silver                                                                   | Silver                                                                   | Brons                                                                  | Brons                                                                  |
| Frisim           |                                                                               |                                                                               |                                                                          |                                                                          |                                                                        |                                                                        |
| 50 m frisim      | Linda Olofsson Sundsvalls SS                                                  | 25,63                                                                         | Susanne Lööw Södertälje SS                                               | 25,64                                                                    | Ellenor Svensson Norrköpings KK                                        | 26,01                                                                  |
| 100 m frisim     | Susanne Lööw Södertälje SS                                                    | 56,28                                                                         | Louise Jöhncke Spårvägens SF                                             | 56,50                                                                    | Johanna Sjöberg Bromöllaortens SS                                      | 56,84                                                                  |
| 200 m frisim     | Malin Nilsson Malmö KK                                                        | 2.01,00                                                                       | Louise Jöhncke Spårvägens SF                                             | 2.02,46                                                                  | Petra Mauritzon Kristianstads SLS                                      | 2.02,85                                                                |
| 400 m frisim     | Malin Nilsson Malmö KK                                                        | 4.11,45                                                                       | Petra Mauritzon Kristianstads SLS                                        | 4.15,87                                                                  | Cecilia Ström Linköpings ASS                                           | 4.19,61                                                                |
| 800 m frisim     | Malin Nilsson Malmö KK                                                        | 8.43,96                                                                       | Petra Mauritzon Kristianstads SLS                                        | 8.47,52                                                                  | Cecilia Ström Linköpings ASS Åsa Sandlund Linköpings ASS               | 9.01,72                                                                |
| Fjärilsim        |                                                                               |                                                                               |                                                                          |                                                                          |                                                                        |                                                                        |
| 50 m fjärilsim   | Linda Olofsson Sundsvalls SS                                                  | 27,84                                                                         | Ellenor Svensson Norrköpings SS                                          | 28,08                                                                    | Therese Alshammar SK Neptun                                            | 28,25                                                                  |
| 100 m fjärilsim  | Ellenor Svensson Norrköpings KK                                               | 1.02,18                                                                       | Malin Strömberg Ystads SS                                                | 1.02,25                                                                  | Anna-Karin Rantzow Södertälje SS                                       | 1.02,97                                                                |
| 200 m fjärilsim  | Mikaela Laurén Södertälje SS                                                  | 2.15,21                                                                       | Ulrika Wikström Spårvägens SF                                            | 2.17,53                                                                  | Anneli Olsson Skellefteå SK                                            | 2.19,70                                                                |
| Ryggsim          |                                                                               |                                                                               |                                                                          |                                                                          |                                                                        |                                                                        |
| 50 m ryggsim     | Therese Alshammar SK Neptun                                                   | 29,26                                                                         | Therese Lundin Helsingborgs S                                            | 29,47                                                                    | Ulrika Jardfedt Turebergs IF                                           | 29,83                                                                  |
| 100 m ryggsim    | Therese Alshammar SK Neptun                                                   | 1.02,11                                                                       | Ulrika Jardfeldt Turebergs IF                                            | 1.03,76                                                                  | Magdalena Schultz Södertälje SS                                        | 1.04,02                                                                |
| 200 m ryggsim    | Magdalena Schultz Södertälje SS                                               | 2.14,66                                                                       | Linda Olsson Norrköpings SS                                              | 2.16,85                                                                  | Anna Nilsson Södertälje SS                                             | 2.17,14                                                                |
| Bröstsim         |                                                                               |                                                                               |                                                                          |                                                                          |                                                                        |                                                                        |
| 50 m bröstsim    | Emma Igelström Karlshamns SS                                                  | 32,95                                                                         | Hanna Jaltner Växjö SS                                                   | 33,16                                                                    | Anna-Karin Persson Simklubben S02                                      | 33,32                                                                  |
| 100 m bröstsim   | Hanna Jaltner Växjö SS                                                        | 1.10,89                                                                       | Emma Igelström Karlshamns SS                                             | 1.11,91                                                                  | Lena Eriksson Spårvägens SF                                            | 1.12,13                                                                |
| 200 m bröstsim   | Lena Eriksson Spårvägens SF                                                   | 2.31,41                                                                       | Emma Igelström Karlshamns SS                                             | 2.35,87                                                                  | Maria Östling SS Mora                                                  | 2.36,05                                                                |
| Medley           |                                                                               |                                                                               |                                                                          |                                                                          |                                                                        |                                                                        |
| 100 m medley     | Ulrika Jardfeldt Turebergs IF                                                 | 1.02,91                                                                       | Lisa Lönn Falu SS                                                        | 1.04,60                                                                  | Helena Kälvehed Norrköpings KK                                         | 1.04,86                                                                |
| 200 m medley     | Magdalena Schultz Södertälje SS                                               | 2.17,25                                                                       | Ulrika Jardfeldt Turebergs IF                                            | 2.19,48                                                                  | Liselotte Petersson Södertörns SS                                      | 2.20,02                                                                |
| 400 m medley     | Magdalena Schultz Södertälje SS                                               | 4.52,44                                                                       | Liselotte Petersson Södertörns SS                                        | 4.55,75                                                                  | Anna Edvall Sandviks IK                                                | 4.58,88                                                                |
| Lagkapp – frisim |                                                                               |                                                                               |                                                                          |                                                                          |                                                                        |                                                                        |
| 4×50 m frisim    | Södertälje SS 1.44,18                                                         | Södertälje SS 1.44,18                                                         | Norrköpings KK 1.45,59                                                   | Norrköpings KK 1.45,59                                                   | Spårvägens SF 1.45,78                                                  | Spårvägens SF 1.45,78                                                  |
| 4×50 m frisim    | Magdalena Schultz (26,94) Sofi Nygren Anna-Karin Rantzow Susanne Lööw         | Magdalena Schultz (26,94) Sofi Nygren Anna-Karin Rantzow Susanne Lööw         | Petra Meuller (26,81) Ellenor Svensson Viktoria Ekberg Helena Kälvehed   | Petra Meuller (26,81) Ellenor Svensson Viktoria Ekberg Helena Kälvehed   | Louise Jöhncke (26,34) Jenny Engkvist Martina Aronsson Ulrika Wikström | Louise Jöhncke (26,34) Jenny Engkvist Martina Aronsson Ulrika Wikström |
| 4×100 m frisim   | Södertälje SS 3.47,68                                                         | Södertälje SS 3.47,68                                                         | Norrköpings KK 3.49,43                                                   | Norrköpings KK 3.49,43                                                   | Malmö KK 3.53,15                                                       | Malmö KK 3.53,15                                                       |
| 4×100 m frisim   | Magdalena Schultz (57,78) Susanne Lööw Sofi Nygren Anna-Karin Rantzow         | Magdalena Schultz (57,78) Susanne Lööw Sofi Nygren Anna-Karin Rantzow         | Petra Meuller (58,05) Helena Kälvehed Linda Olsson Ellenor Svensson      | Petra Meuller (58,05) Helena Kälvehed Linda Olsson Ellenor Svensson      | Lisa Wänberg (59,00) Cecilia Kentell Malin Nilsson Kristina Engdahl    | Lisa Wänberg (59,00) Cecilia Kentell Malin Nilsson Kristina Engdahl    |
| 4×200 m frisim   | Malmö KK 8.18,79                                                              | Malmö KK 8.18,79                                                              | Spårvägens SF 8.19,67                                                    | Spårvägens SF 8.19,67                                                    | Norrköpings KK 8.19,78                                                 | Norrköpings KK 8.19,78                                                 |
| 4×200 m frisim   | Lisa Wänberg (2.06,18) Cecilia Kentell Helen Svensson Malin Nilsson           | Lisa Wänberg (2.06,18) Cecilia Kentell Helen Svensson Malin Nilsson           | Jenny Engkvist (2.06,11) Ulrika Wikström Louise Jöhncke Martina Aronsson | Jenny Engkvist (2.06,11) Ulrika Wikström Louise Jöhncke Martina Aronsson | Ellenor Svensson (2.02,94) Linda Olsson Helena Kälvehed Petra Meuller  | Ellenor Svensson (2.02,94) Linda Olsson Helena Kälvehed Petra Meuller  |
| Lagkapp – medley |                                                                               |                                                                               |                                                                          |                                                                          |                                                                        |                                                                        |
| 4×50 m medley    | Södertälje SS 1.56,93 0NR0                                                    | Södertälje SS 1.56,93 0NR0                                                    | Spårvägens SF 1.58,19                                                    | Spårvägens SF 1.58,19                                                    | Norrköpings KK 1.58,51                                                 | Norrköpings KK 1.58,51                                                 |
| 4×50 m medley    | Magdalena Schultz (30,50) Charlotte Humling Anna-Karin Rantzow Susanne Lööw   | Magdalena Schultz (30,50) Charlotte Humling Anna-Karin Rantzow Susanne Lööw   | Cathrine Ahl (30,97) Susanne Ahl Louise Jöhncke Jenny Engkvist           | Cathrine Ahl (30,97) Susanne Ahl Louise Jöhncke Jenny Engkvist           | Noemi Persich (30,82) Helena Kälvehed Ellenor Svensson Petra Meuller   | Noemi Persich (30,82) Helena Kälvehed Ellenor Svensson Petra Meuller   |
| 4×100 m medley   | Södertälje SS 4.12,44                                                         | Södertälje SS 4.12,44                                                         | Norrköpings KK 4.16,79                                                   | Norrköpings KK 4.16,79                                                   | Spårvägens SF 4.18,31                                                  | Spårvägens SF 4.18,31                                                  |
| 4×100 m medley   | Magdalena Schultz (1.04,23) Charlotte Humling Anna-Karin Rantzow Susanne Lööw | Magdalena Schultz (1.04,23) Charlotte Humling Anna-Karin Rantzow Susanne Lööw | Linda Olsson (1.05,80) Frida Windisch Ellenor Svensson Helena Kälvehed   | Linda Olsson (1.05,80) Frida Windisch Ellenor Svensson Helena Kälvehed   | Cathrine Ahl (1.06,55) Lena Eriksson Louise Jöhncke Jenny Engkvist     | Cathrine Ahl (1.06,55) Lena Eriksson Louise Jöhncke Jenny Engkvist     |